# Cieśnina Foxe’a
Cieśnina Foxe’a (ang. Foxe Channel) – cieśnina na Oceanie Arktycznym, położona u północno-wschodnich wybrzeży Kanady. Ma 322 km długości i od 145 do 322 km szerokości. Łączy Zatokę Hudsona z Basenem Foxe’a. Oddziela Półwysep Melville’a i wyspę Southampton od półwyspu Foxe na Ziemi Baffina. Została nazwana na cześć angielskiego odkrywcy Luke’a Foxe’a, który odkrył ją w 1631 roku.